# Kadzielnia (Mazovie)
Pour les articles homonymes, voir Kadzielnia.
Kadzielnia (prononciation : [kaˈd͡ʑelɲa]) est un village polonais de la gmina de Czernice Borowe dans le powiat de Przasnysz de la voïvodie de Mazovie dans le centre-est de la Pologne.
Il se situe à environ 7 kilomètres au nord de Czernice Borowe (siège de la gmina), 15 kilomètres au nord-ouest de Przasnysz (siège du powiat) et à 100 kilomètres au nord de Varsovie (capitale de la Pologne).
Le village compte approximativement une population de 60 habitants en 2006.

## Histoire
De 1975 à 1998, le village appartenait administrativement à la voïvodie de Ciechanów.